# Lissabon
För andra betydelser, se Lissabon (olika betydelser).

Spårvagnar präglar stadsbilden i Lissabon

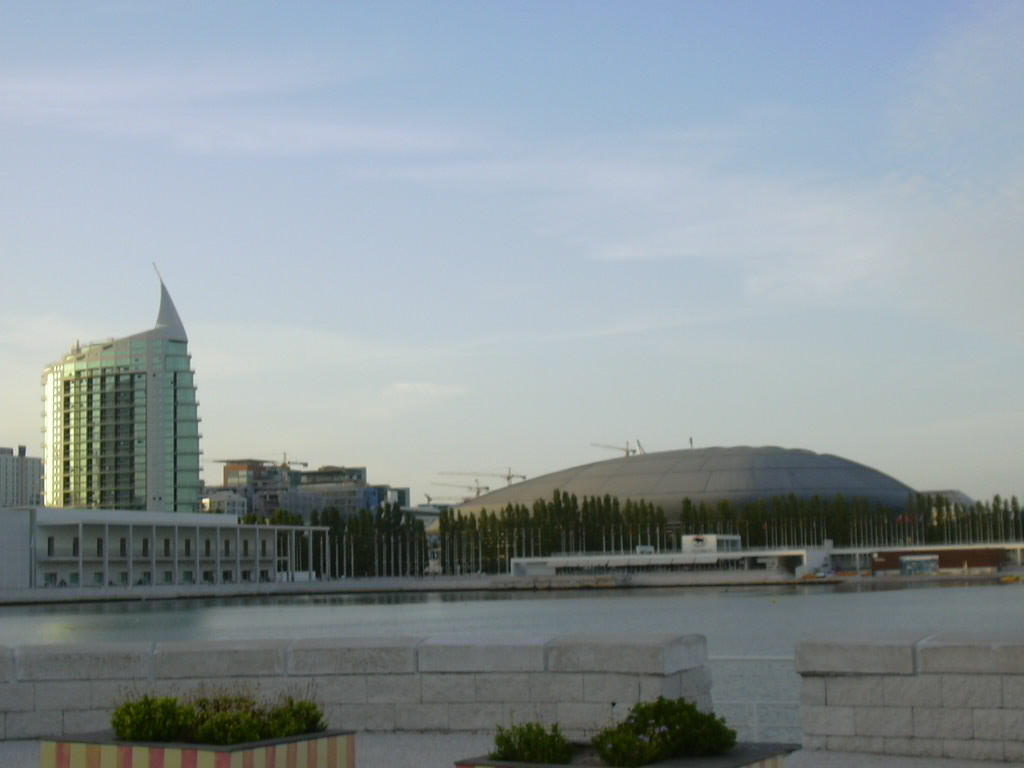
Lissabon

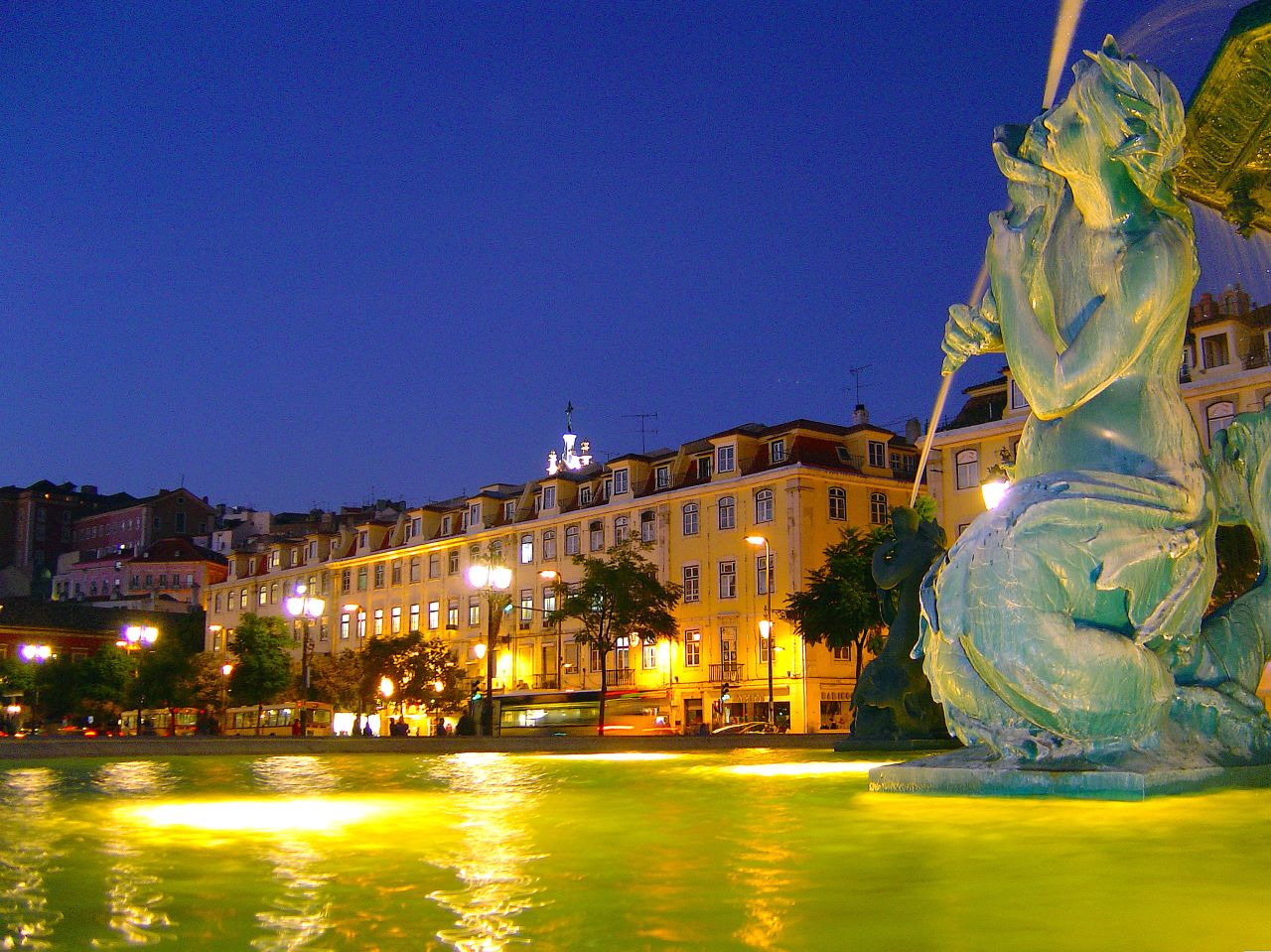
Rossio

Lissabon (portugisiska: Lisboa; [ʟiʒˈbo̜æː] ( lyssna)) är Portugals huvudstad. Lissabon har ungefär en halv miljon invånare i den centrala kommunen, och 2,8 miljoner invånare i hela storstadsområdet. Själva staden Lissabon är centralort för kommunen Lissabon, samtidigt som stadens gränser sammanfaller med kommunens gränser. Utöver det är Lissabon också residensstad i Lissabons distrikt.
Lissabon har flera universitet och högskolor, nationalteater, opera och förnämliga museer, bland annat Gulbenkianmuseet för internationell konst, nationalmuseum för äldre portugisiskt måleri och ett museum som visar praktvagnar från 1500- och 1600-talen.
På Portugals "riviera", väster om Lissabon, ligger de populära badorterna Estoril och Cascais. I Estoril finns även Europas största kasino.

## Historia
Lissabon är en av världens äldsta städer, och den näst äldsta staden i Europa (endast Aten är äldre). Namnet kommer från stadens förhistoriska namn Olissipo som förmodligen kommer ifrån proto-keltiska eller från keltiska Olisippo, Lissoppo.  Både fenicier och greker hade senare handelsplatser där, och det var genom grekerna namnet Olissipo senare fördes vidare till romarna. De första invånarna som det finns skriftliga källor till är Oestrimini som omnämns i Rufus Avenius Festus Ora Maritima, och sades bebo området mellan dagens Galicien och Algarve.  Under det första årtusendet före vår tideräkning bebodde de keltiska stammarna Cempsi och Sefes området.  Olissipo befästes senare av romarna och var operationsbas under Lusitanska kriget 138 f. Kr. och blev 45 f. Kr. municipium under namnet Felicitas Julia. Bland resterna från den romerska tiden märks en teater och termer. Vid mitten av 300-talet blev Lissabon ett viktigt biskopssäte. Under 400-talet erövrades Lissabon av alaner, sveber och visigoter. 716 intogs staden av morerna, som kom att härska i Lissabon fram till 1147 då Alfons I av Portugal intog staden. År 884 anfölls staden av vikingar. Dom kom i en flotta på 100 fartyg enligt berättelser. Senare intogs också staden Sevilla. Vikingarna blev nedgjorda av muslimska styrkor som dödade runt 1 000 Vikingarna och tog 4 000 till fånga. 30 skepp blev också förstörda. 1256 blev Lissabon Portugals huvudstad. Under Portugals upptäcktsresor och koloniala expansion kom Lissabon att bli Europas största och viktigaste handelsstad, en position staden dock förlorade under den spanska ockupationen 1580-1640.
Därefter började en ny uppblomstring fram till den för förödande jordbävningen 1 november 1755 då 2/3 av staden lades i ruiner och 20-30.000 människor omkom. Jordbävningen och Brasiliens självständighet i början av 1800-talet ledde till en period av ekonomiskt förfall, som Lissabon först i början av 1900-talet började återhämta sig från.

## Geografi
Lissabon har koordinaterna 38°43' nord, 9°8' väst, vilket gör den till fastlandseuropas västligaste huvudstad. Staden ligger i västra Portugal vid floden Tejos mynning i Atlanten. Staden upptar en yta om 84,62 km². Stadens nuvarande gräns ligger fortfarande längs med dess historiska gräns, vilket gör att staden har ett relativt stort nät förstäder som i praktiken vuxit ihop med Lissabon.
Lissabons historiska centrum ligger på sju kullar, vilket gör att många av stadens gator är för branta för motorfordon, och staden innehåller tre bergbanor och en hiss. Västra delen av staden består främst av en park, Monsantoparken, som är en av världens största stadsparker, med en yta på nära tio kvadratkilometer.
Från Lissabon utgår järnvägar, som når ut till stora delar av landet. Järnvägsnätet i Portugal är bredspårigt med spårvidden 1668 mm (att jämföras med internationell normalspårvidd på 1435 mm). Ett antal motorvägar utgår från Lissabon och når ut till stora delar av landet. Från Lissabon går också en viktig motorväg till gränsen mot Spanien som är en del i motorvägsförbindelsen mellan Lissabon och Madrid.

### Historiska stadsdelar
- Alfama
- Avenida
- Bairro Alto
- Baixa
- Belém
- Chiado
- Estrela
- Mouraria

### Stadsdelar
I Lissabon finns 24 stadsdelar (freguesias).

- Ajuda
- Alcântara
- Alvalade
- Areeiro
- Arroios
- Avenidas Novas
- Beato
- Belém
- Benfica
- Campo de Ourique
- Campolide
- Carnide
- Estrela
- Lumiar
- Marvila
- Misericórdia
- Olivais
- Parque das Nações
- Penha de França
- Santa Clara
- Santa Maria Maior
- Santo António
- São Domingos de Benfica
- São Vicente

### Storstadsområde
Lissabons storstadsområde, Área Metropolitana de Lisboa, består av totalt 18 kommuner.

- Alcochete
- Almada
- Amadora
- Barreiro
- Cascais
- Lissabon
- Loures
- Mafra
- Moita
- Montijo
- Odivelas
- Oeiras
- Palmela
- Seixal
- Sesimbra
- Setúbal
- Sintra
- Vila Franca de Xira

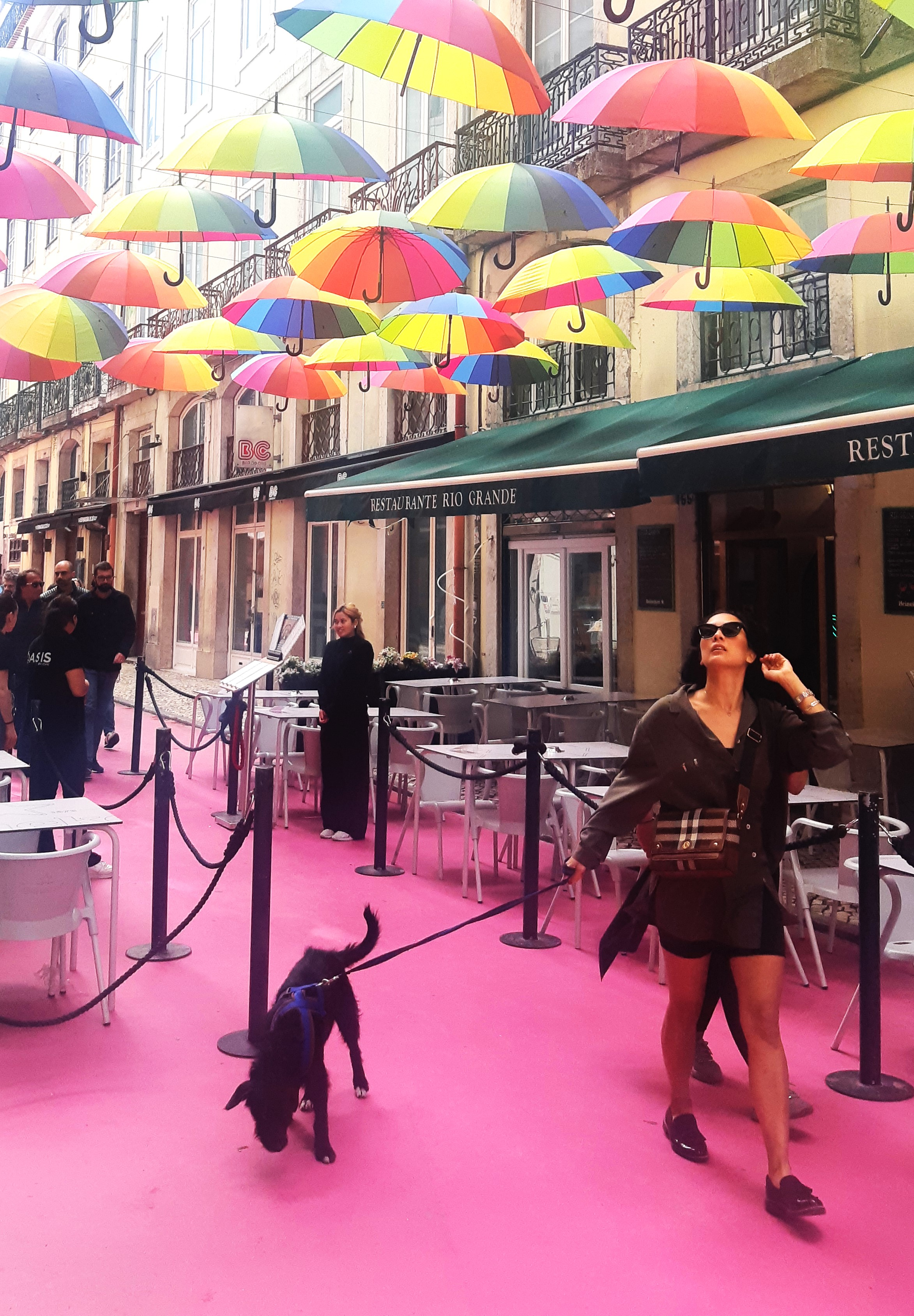
Pink Street

Befolkningen uppgick till 2 808 414 invånare i slutet av 2007, på en yta av 2 962,61 kvadratkilometer.

## Demografi
Många flyttar årligen ifrån Lissabons äldre, centrala delar och ut till den omgivande förortsregionen. Centrala Lissabon har de senaste åren tappat ungefär 10 000 invånare varje år, medan förortsregionen ökat med cirka 25 000 per år. Detta gör att hela Lissabons storstadsområde trots allt ökar med ungefär 15 000 invånare årligen.

## Kultur
1994 var Lissabon europeisk kulturhuvudstad.

### Sevärdheter

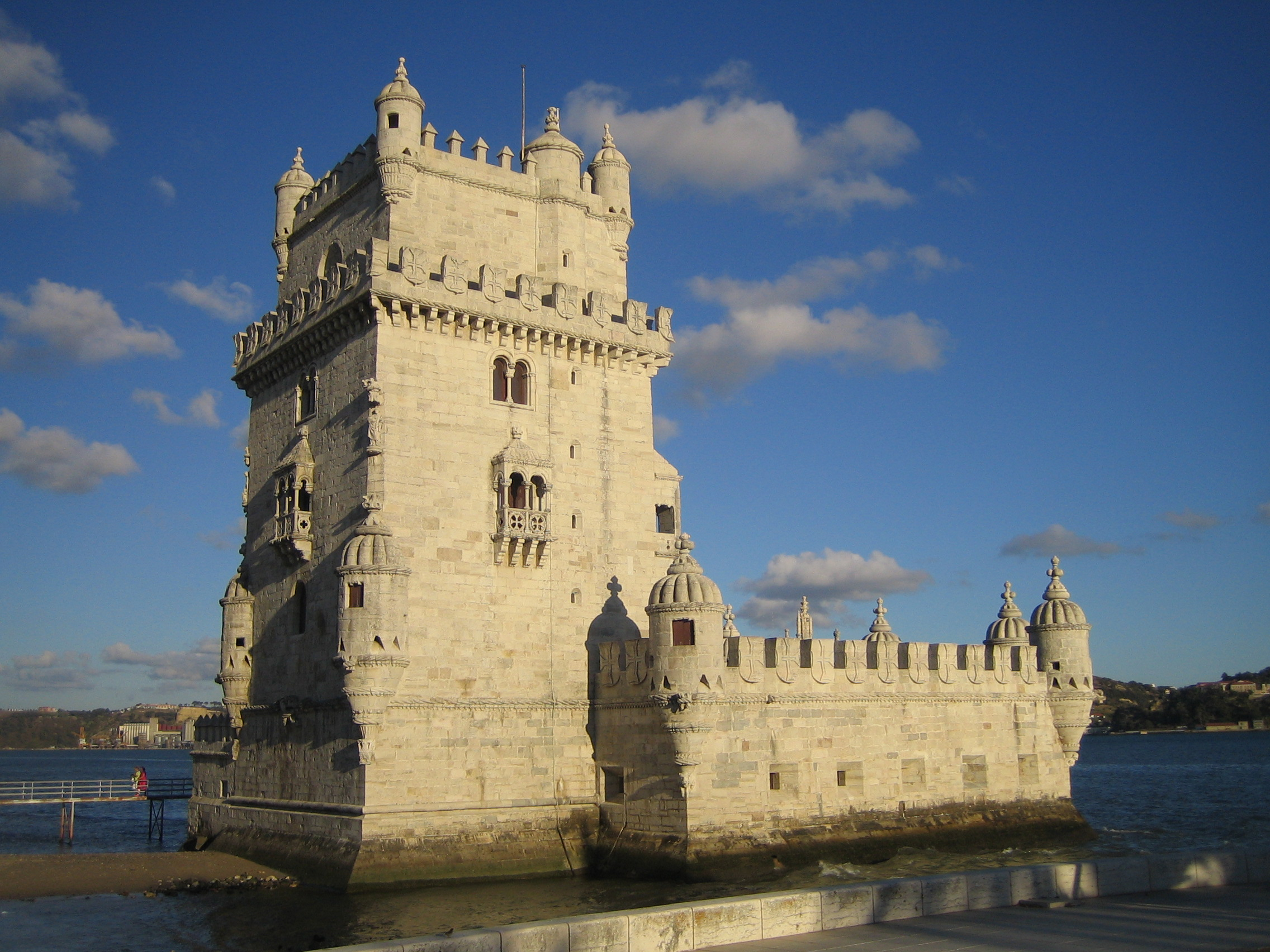
Belemtornet

Här är en lista över olika sevärdheter i Lissabon:
- Torre de Belém
- Mosteiro dos Jerónimos
- Elevador de Santa Justa
- Gulbenkianmuseet (Museu Calouste Gulbenkian)
- Museu Nacional do Azulejo
- Castelo de São Jorge
- 25 april-bron
- Parque das Nações (Nationernas park)
- Oceanário - ett av världens största akvarier
- Padrão dos Descobrimentos, monument över upptäcktsresande vid Belemtornet
- Pink Street

### Evenemang
- Rock in Rio Lisboa - musikfestival
- Marchas populares
- Casamentos de Santo António
- Feira do Livro de Lisboa

### Museer
- Museu Nacional de Arte Antiga

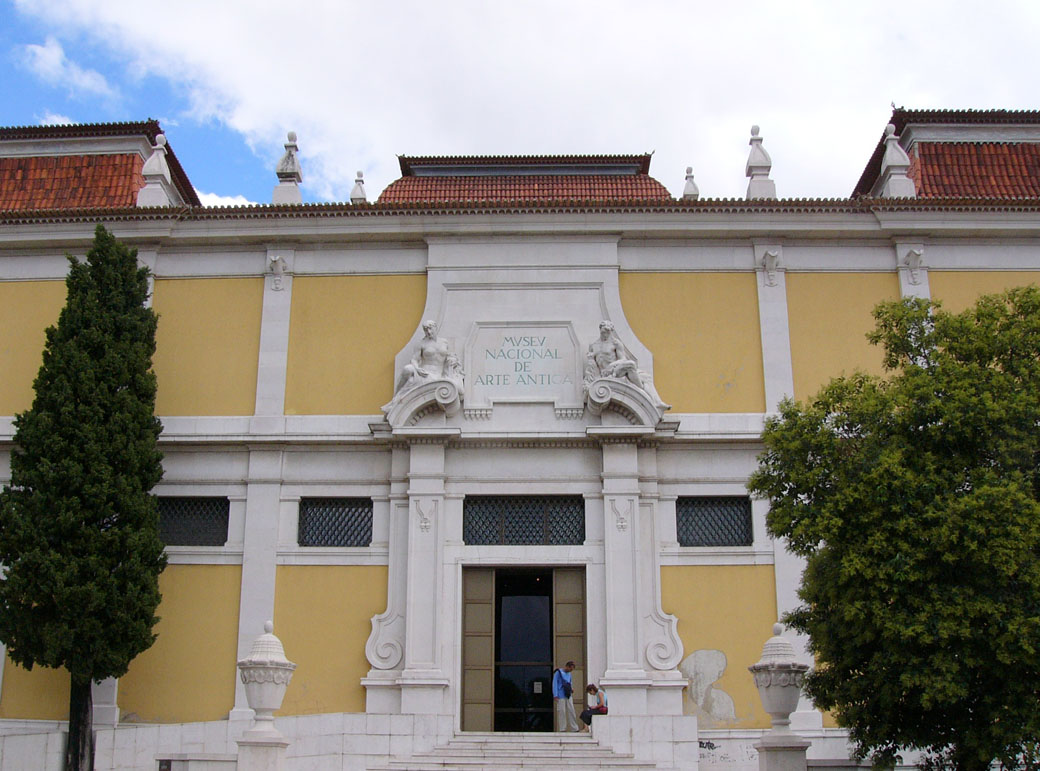
Museu Nacional de Arte Antiga

- Gulbenkianmuseet (Museu Gulbenkian)
- Museu Nacional dos Coches
- Oceanário de Lisboa

### Teater
- Teatro Nacional D. Maria II

### Bibliotek
- Biblioteca Nacional de Portugal
- Biblioteca Municipal Camões
- Biblioteca Municipal Central - Palácio Galveias
- Biblioteca Municipal da Penha de França
- Biblioteca Municipal David Mourão-Ferreira
- Biblioteca Municipal Belém
- Biblioteca Municipal de São Lázaro
- Biblioteca Municipal dos Olivais
- Biblioteca Municipal Maria Keil
- Biblioteca Municipal Natália Correia
- Biblioteca Municipal Orlando Ribeiro

### Biografer
- Campo Pequeno
- Classic Alvalade
- Cinemateca Portuguesa
- Monumental
- Cinemas - El Corte Inglés
- Alvaláxia
- Amoreiras
- Colombo
- Vasco da Gama

## Sport

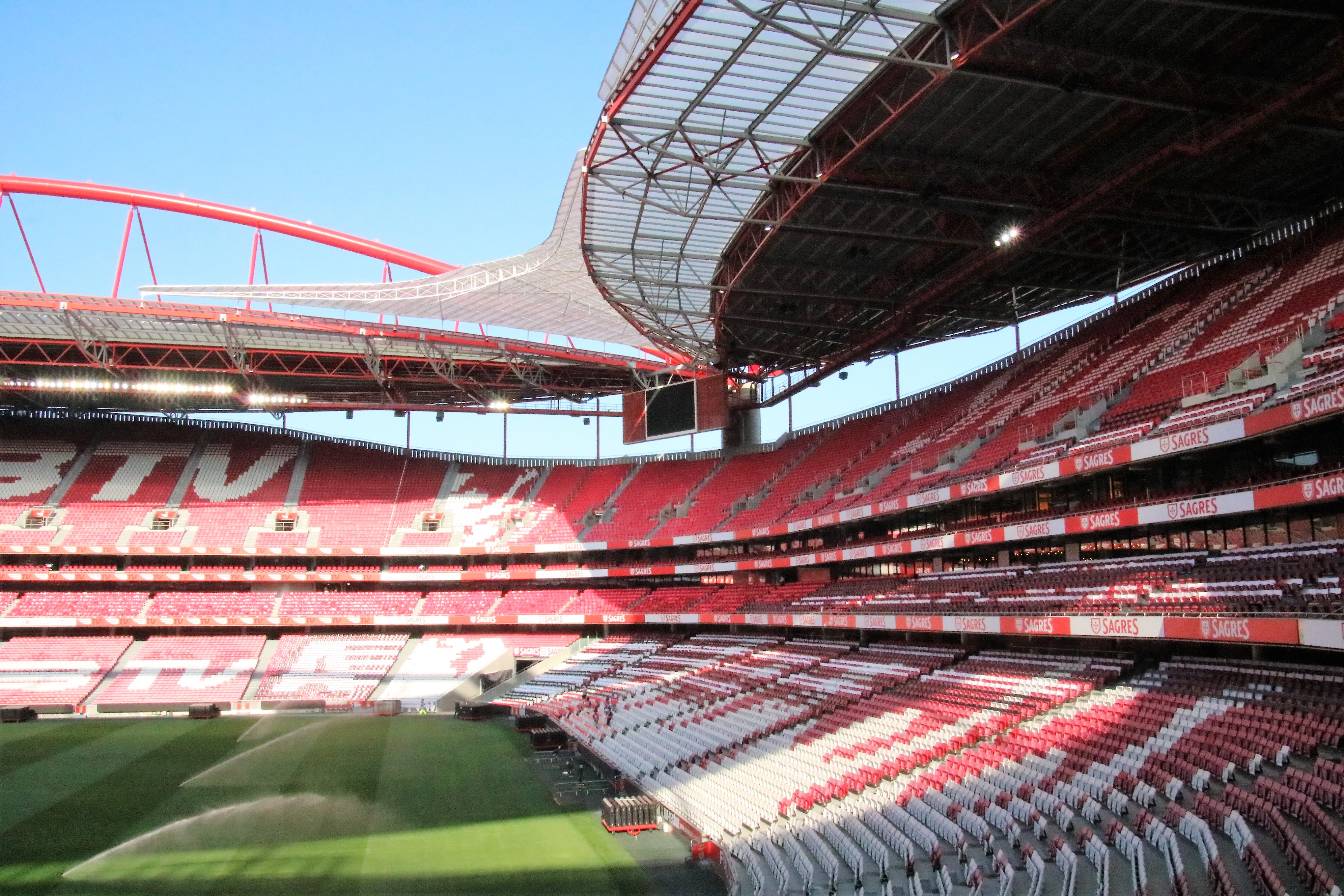
Estádio da Luz

Lissabons två största idrottsklubbar är Benfica och Sporting Lissabon. 
- Benfica, vanligen kallat Benfica, har ett fotbollslag som spelar i Primeira Liga.[17]
- Sporting Lissabon, vanligen kallat Sporting, har ett fotbollslag som spelar i Primeira Liga.[18]

Den största idrottsarenan i Lissabon är Estádio da Luz. 
- Estádio da Luz är fotbollsklubben Benficas idrottsarena i stadsdelen São Domingos de Benfica.[17]
- Estádio José Alvalade är fotbollsklubben Sportings idrottsarena i stadsdelen Lumiar.[18]
- Estádio do Restelo är fotbollsklubben Belenenses idrottsarena i stadsdelen Belém.[19]

## Köpcentra

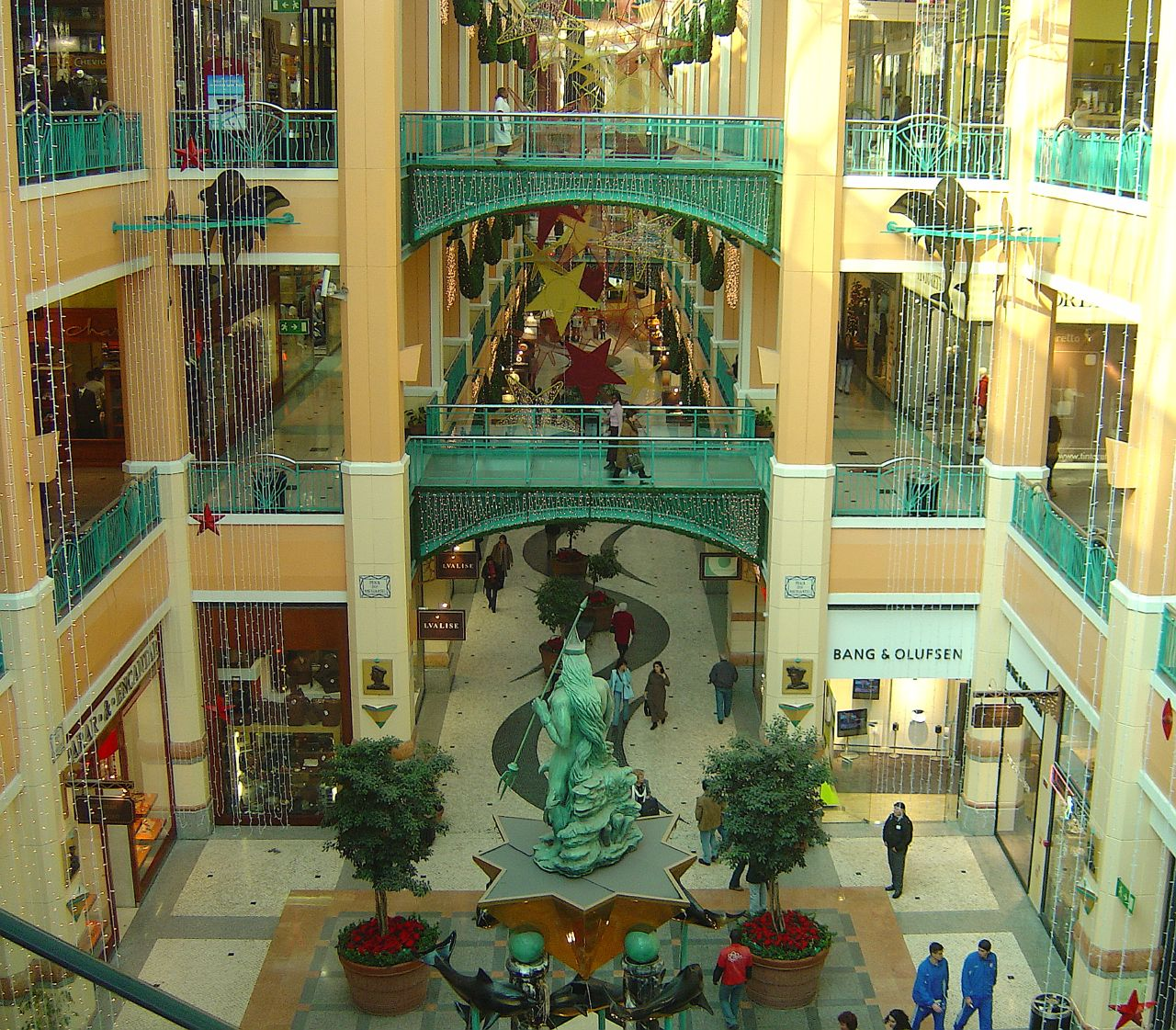
Centro Colombo

- Centro Colombo
- Amoreiras Shopping Center
- Atrium Saldanha
- Alvaláxia
- Centro Vasco da Gama